# アスエロ半島

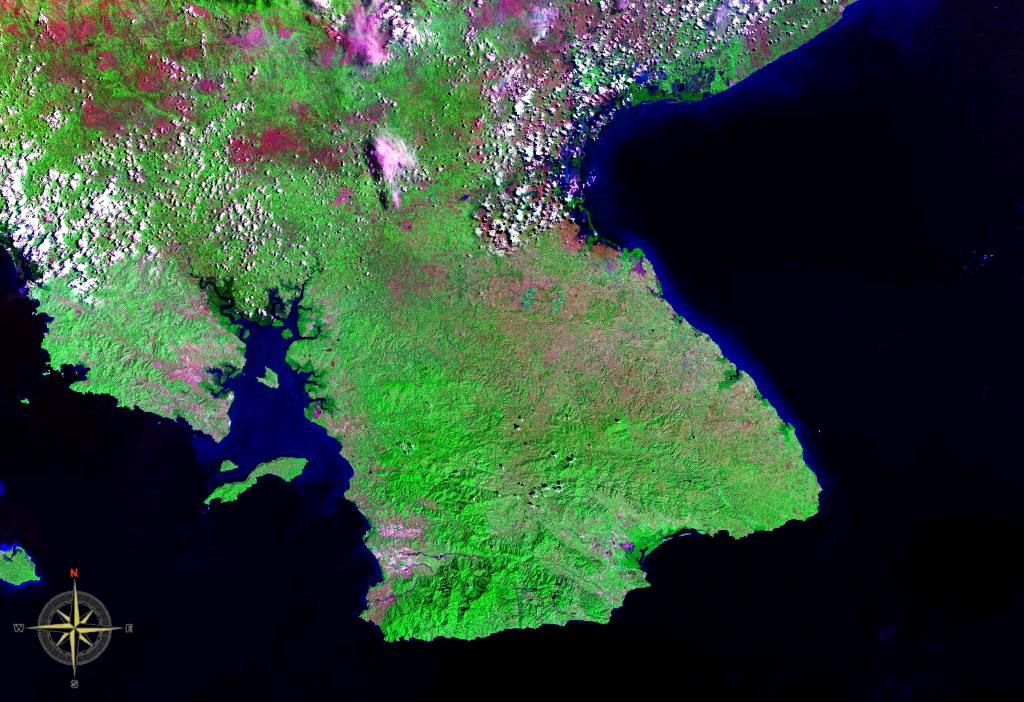
宇宙から見たアスエロ半島 (false color)

アスエロ半島（スペイン語: Península de Azuero）はパナマ南部にある太平洋に面した半島。西はモンティホ湾、東はパナマ湾。
半島はエレーラ県、ロス・サントス県、ベラグアス県によって占められる。ロス・サントス県は全域が半島内にあり、ベラグアス県は一部が半島の西部を占める。
パンアメリカンハイウェイより先では半島の東西を結ぶ道路は無く、事実上半島は西部と東部の二つの地域に分けられる。
人口の大半は東部沿岸部に集中している。南端部は人口はまばらであり、西部は開発途上である。
大きな都市としてはエレーラ県の県都チトレやラス・タブラスがある。東部の主要道路はディビサでパンアメリカンハイウェイに接続している。一方、西部のほうではサンチアゴの東で接続している。
半島南西端のマリアト岬は中央アメリカ本土の最南端である。
座標: 北緯7度40分 西経80度35分 / 北緯7.667度 西経80.583度